# Les Bonshommes
Pour les articles homonymes, voir Bonshommes.
Pour plus de détails, voir Fiche technique et Distribution.
Les Bonshommes (Pane, burro e marmellata) est une comédie à l'italienne réalisée par Giorgio Capitani et sortie en 1977. C'est une adaptation de la pièce de théâtre Les Bonshommes écrite en 1970 par Françoise Dorin.

## Synopsis
Bruno De Santis, présentateur de télévision à succès, est délaissé par sa femme Sofia. Un jour, il décide de l'appeler pour la convaincre de revenir mais le téléphone marche mal. Par un étrange coup du sort, cela se passe dans la maison de trois femmes, Vera, Simona et Betty. Ces dernières, fatiguées de leurs maris et petits amis respectifs, vivent en colocation et gèrent ensemble une boutique. Compatissantes à la détresse de Bruno, elles décident de le choyer et même de l'héberger dans leur appartement. Et ainsi Bruno, petit à petit, devient le sultan d'un petit harem.

## Fiche technique
Sauf indication contraire, les informations mentionnées dans cette section peuvent être confirmées par la base de données cinématographiques IMDb,  présente dans la section « Liens externes ».
- Titre en français : Les Bonshommes ou Piège à folles ou Pain, beurre et marmelade[1]
- Titre original italien : Pane, burro e marmellata[2]
- Réalisation : Giorgio Capitani
- Scenario :	Giorgio Capitani, Enrico Montesano et Franco Ferrer d'après la pièce homonyme de Françoise Dorin[1], mise en scène en 1970 par Jacques Charon au théâtre du Palais-Royal.
- Photographie :	Roberto Gerardi
- Montage : Renato Cinquini (it)
- Musique : Piero Umiliani
- Décors : Ezio Altieri (it)
- Production : Fulvio Lucisano[1]
- Société de production : Italian International Film (it)
- Pays de production :  Italie
- Langue originale : Italien
- Format : Couleur
- Durée : 100 minutes[2]
- Genre : Comédie à l'italienne
- Dates de sortie :
  - Italie : 10 novembre 1977
  - France : 24 septembre 1980[1]

## Distribution
- Enrico Montesano : Bruno De Santis
- Claudine Auger : Betty
- Szacinski Bente Bosco : Sofia De Santis
- Adolfo Celi : Aristide Bertelli
- Franco Giacobini : Le mari de Simona
- Jacques Herlin : Docteur Gaetano Arfè, le psychiatre
- Rossana Podestà : Simona
- Laura Trotter : Margherita Bertelli
- Rita Tushingham : Vera De Virdis
- Pietro Tordi : Le prêtre au mariage de Vera
- Dino Emmanuelli : Le majordome d'Ermanno
- Stefano Amato (it) : L'apprenti
- Simona Zezza (it) : Mariuccia
- Franca Scagnetti (it) : Caterina Ciccetti
- Emilio Delle Piane (it) : Nicola, le réceptionniste de l'auberge
- Margherita Horowitz : La voisine
- Annie Papa (it) : Le coiffeur admirateur de Bruno
- Angelo Pellegrino (it) : Le technicien du studio de télévision